# Haute-Argovie
Ne doit pas être confondu avec Arrondissement administratif de Haute-Argovie.

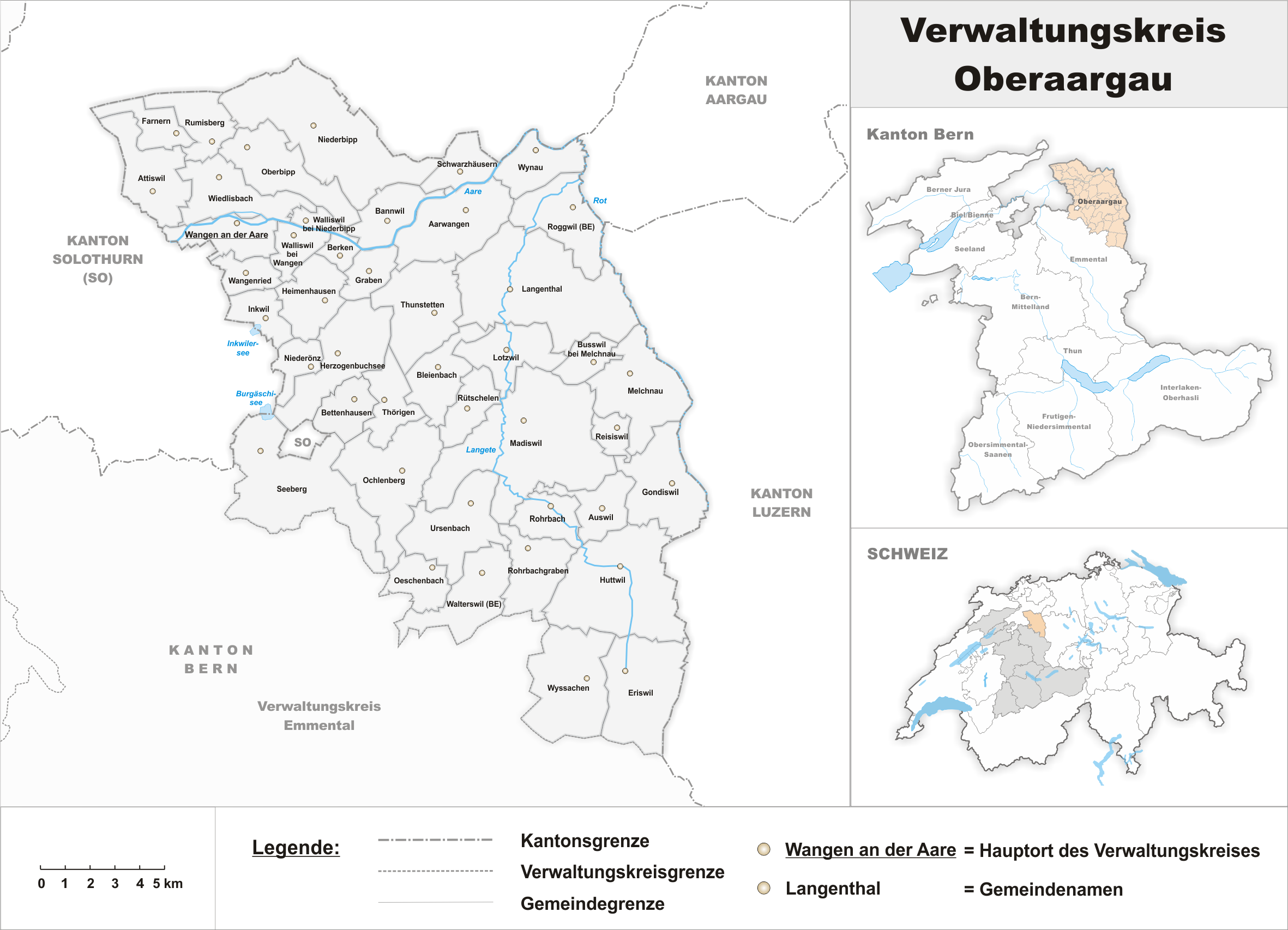
Carte

La Haute-Argovie (en allemand Oberaargau, en italien Alta Argovia, en dialecte bernois Oberaargou) est la partie nord-est du canton de Berne, en Suisse, limitrophe des cantons de Soleure, d'Argovie et de Lucerne. Au sud, la Haute-Argovie est bordée par l'Emmental, unique région bernoise limitrophe, et forme d'un point de vue administratif l'arrondissement de Haute-Argovie. Jusqu'en 2009, il comprenait deux districts du canton de Berne : le district de Wangen et celui d'Aarwangen, qui avec une partie du district de Trachselwald appartiennent désormais à l'arrondissement administratif de Haute-Argovie. La commune de Dürrenroth, située au nord du bassin versant entre l'Aar et l'Emme et donc géographiquement située en Haute-Argovie, est cependant rattachée à l'arrondissement administratif de l'Emmental.

## Géographie
La Haute-Argovie fait partie du plateau suisse. Elle se situe entre les grands centres urbains et est donc une région de transit. Non seulement la rivière éponyme Aar la traverse d'ouest en est, mais aussi l'autoroute A1 et la ligne de chemin de fer Berne - Zurich, les deux plus importants axes de transport est-ouest de la Suisse .
Le centre de la région est situé sur la ligne de chemin de fer, avec la ville de Langenthal et le village de Herzogenbuchsee et sur l'Aar, les villes historiques de Wangen an der Aare et Aarwangen. Depuis la construction de l'autoroute, l région est devenue le centre du développement économique au pied du Jura où se situent la ville de Wiedlisbach et le village de Niederbipp.
La vallée traversée par l'Aar et les principaux axes de circulation est bordée au nord par le massif du Jura et au sud par le Hügelland, qui se fond harmonieusement dans l'Emmental.
Le point culminant de la Haute-Argovie est la Höllchöpfli (à Rumisberg) qui culmine à 1231 mètres et le point le plus bas, à 405 mètres au dessus du niveau de la mer, est situé sur l'Aar à Wynau.

## Histoire
Au début du Moyen Âge, le terme Haute-Argovie (en latin : superior pagus aragauginsis) est utilisé à partir du IXe siècle. Cependant, ce terme désignait une région qui incluait l'Emmental.
Au Moyen Âge , la Haute-Argovie, en raison de sa taille actuelle, était divisée en plusieurs zones de domination. La partie au nord de l'Aar appartenait au comte de Frobourg. Au sud de l'Aar, de nombreuses zones appartenaient à la propriété des ducs de Zähringen. Il y avait ancienne possession des monastères de Saint-Gall et Saint-Blaise dans la forêt noire, ainsi que diverses dominations libres, plus significativement dans la partie orientale de celle des barons de Langenstein, l'héritier dans une grande partie des barons de Grünenberg est venu. Après la fin des Zähringen, la partie occidentale est venue à la maison de Neu-Kyburg, avec son endettement croissant, est tombé sous l'influence des Habsbourg et finalement de l'influence bernoise. À la fin du Moyen Âge, la Haute-Argovie appartenait au comté de Bourgogne, administré par les comtes de Buchegg, puis par les Neu-Kyburg.
Avec les politiques expansionnistes de Berne à la fin du Moyen Âge, la Haute-Argovie était de plus en plus sous influence bernoise. Au XVe siècle, Berne a acquis et conquis tout la haute et la basse Argovie (ou Argovie bernoise), de sorte que ces régions sont restées unies pendant plusieurs siècles. Avec l'acquisition des terres de la famille de Neu-Kyburg, la souveraineté est revenue à la ville de Berne.
Avec la chute de l'ancien régime et l'instauration de la République helvétique en 1798, la Basse-Argovie forme dans les années qui suivent, avec les cantons de Baden et de Fricktal, le canton d'Argovie, la frontière avec la Haute-Argovie intégrée au canton de Berne est tracée le long de la Wigger puis déplacée à l'ouest sur la Murg en 1802 ; cette limite est confirmée par l'acte de Médiation en 1803 puis par le congrès de Vienne de 1815.